# Johannes Hasebroek
Johannes Hasebroek (* 14. April 1893 in Hamburg; † 15. Februar 1957 in Kastorf) war ein deutscher Althistoriker, der sich besonders mit der griechischen Wirtschaftsgeschichte beschäftigte.

## Leben und Werk
Johannes Hasebroek, der Sohn des Arztes Karl Hasebroek (1860–1941), besuchte die Gelehrtenschule des Johanneums in Hamburg und studierte ab dem Sommersemester 1912 Alte Geschichte, Klassische Archäologie und Klassische Philologie an der Universität Heidelberg. Das Sommersemester 1914 und das Wintersemester 1914/15 verbrachte er an der Berliner Universität, wo er insbesondere die Lehrveranstaltungen von Eduard Meyer frequentierte. Zum Ersten Weltkrieg wurde er aus gesundheitlichen Gründen nicht eingezogen. In Heidelberg beeinflussten ihn besonders der Philologe Franz Boll und der Historiker Alfred von Domaszewski, bei dem Hasebroek am 22. Juli 1916 zum Dr. phil. promoviert wurde.
Ab 1919 lehrte Hasebroek an der neu gegründeten Universität Hamburg, wo er sich 1921 für Alte Geschichte habilitierte. 1925 folgte er einem Ruf auf eine planmäßige außerordentliche Professur an der Universität Zürich. Bereits 1927 wechselte er auf einen ordentlichen Lehrstuhl an der Universität zu Köln. Hier entfaltete er eine erfolgreiche Lehrtätigkeit. In der Zeit des Nationalsozialismus behinderten gesundheitliche und persönliche Probleme seine Laufbahn. Nach langer, schwerer Krankheit unterzog er sich mehreren Kuraufenthalten in der Schweiz. Unter Hinweis auf seine hohen Arztkosten weigerte er sich, Beiträge zur Nationalsozialistischen Volkswohlfahrt (NSV) zu leisten. Während eines Aufenthalts im Sanatorium in Zürich wurde er politisch denunziert und 1937 im Alter von 44 Jahren „aus gesundheitlichen Gründen“ (so die offizielle Begründung) in den Ruhestand versetzt. Er lebte seitdem zurückgezogen und in Armut in einem Dorf im Kreis Lauenburg. Seine wissenschaftliche Arbeit kam durch Depressionen zum Erliegen.
Hasebroek beschäftigte sich ursprünglich als Domaszewski-Schüler mit der römischen Geschichtsschreibung, vor allem unter quellenkritischen Fragestellungen. Durch seinen Aufenthalt in Berlin und den Kontakt mit Ulrich Wilcken, Werner Sombart und Michael Rostovtzeff wandte er sich der griechischen Wirtschaftsgeschichte zu. Seine innovativen Studien wurden von der Fachwelt mit Interesse aufgenommen, fanden jedoch nach der „Machtergreifung“ der Nationalsozialisten wenig Resonanz. Weitere Arbeitsvorhaben, etwa die Fortsetzung seiner Griechischen Wirtschafts- und Gesellschaftsgeschichte oder Studien zur griechisch-ägyptischen Sklaverei, konnte Hasebroek nicht verwirklichen.

## Schriften (Auswahl)
- Die Fälschung der Vita Nigri und Vita Albini in den Scriptores historiae Augustae. Pormetter, Berlin 1916 (Dissertation).
- Zum griechischen Bankwesen der klassischen Zeit. In: Hermes. Band 55, 1920, S. 113–173.
- Untersuchungen zur Geschichte des Kaisers Septimius Severus. Winter, Heidelberg 1921.
- Das Signalement in den Papyrusurkunden. de Gruyter, Berlin/Leipzig 1921.
- Die Betriebsformen des griechischen Handels im IV. Jahrhundert. In: Hermes. Band 58, 1923, S. 393–425.
- Der imperialistische Gedanke im Altertum. Kohlhammer, Stuttgart 1926.
- Staat und Handel im alten Griechenland. Untersuchungen zur antiken Wirtschaftsgeschichte. Mohr, Tübingen 1928. Nachdruck Olms, Hildesheim 1966.
  - englische Übersetzung von Lindley M. Fraser und D. C. MacGregor: Trade and politics in ancient Greece. Bell, London 1933. Nachdruck Biblo and Tannen, New York 1965.
- Griechische Wirtschafts- und Gesellschaftsgeschichte bis zur Perserzeit. Mohr, Tübingen 1931. Nachdruck Olms, Hildesheim 1966.